# Accident ferroviari de Sant Andreu de la Barca del 1977

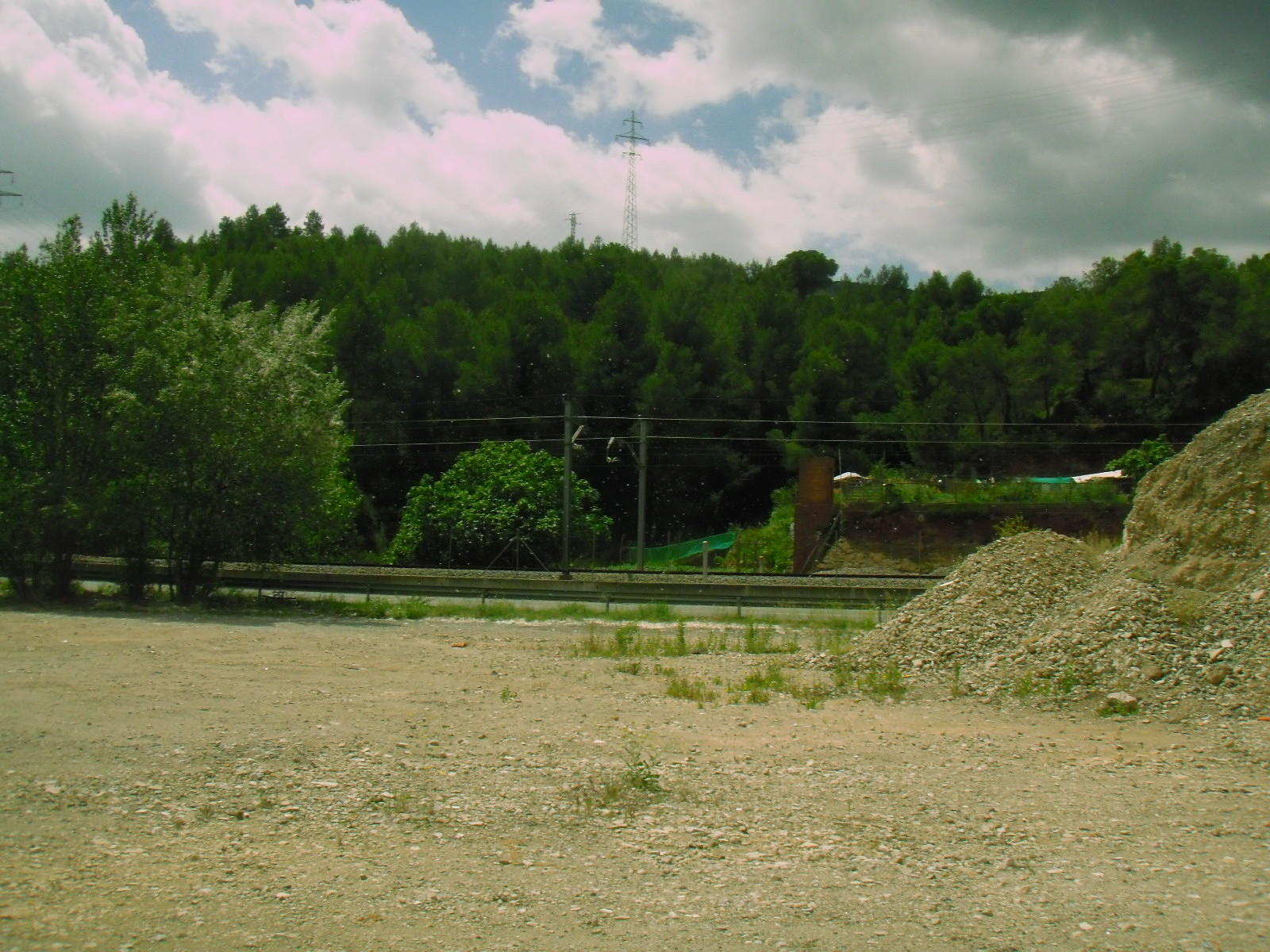
Tram on es va produir l'accident

L'accident ferroviari de Sant Andreu de la Barca de 1977 es produí entre Pallejà i Sant Andreu de la Barca el 28 de febrer de 1977, és un dels pitjors accidents de ferrocarril que ha patit Catalunya en els últims anys.
Cap a les 15:00 de la tarda del dia 28 de febrer de 1977 es va produir un greu accident ferroviari entre Sant Andreu de la Barca i Pallejà, pel xoc entre dues unitats ferroviàries de Ferrocarrils Espanyols de Via Estreta (FEVE). Els trens quan van impactar, van caure sobre la carretera Nacional II, que va ser tallada per tal d'evitar els cotxes. El tren que anava direcció Barcelona, la gran majoria dels passatgers eren treballadors de la SEAT de Martorell. Aquest mateix tren, segons indiquen les investigacions fetes posteriorment a l'accident, es va saltar un semàfor en vermell i com és un tipus de ferrocarril d'una sola via (excepte en estacions, que és de dos) no es va poder evitar la col·lisió. Ràpidament van desplaçar-se al lloc de l'accident els Bombers i la Creu Roja. Cap a les 17:00, van finalitzar les tasques de rescat de ferits i al mateix temps es treballava intensament per netejar la zona.
Finalment es van produir 22 víctimes mortals i 80 ferits.